# بيتر هلينكا
بيتر هلينكا (5 ديسمبر 1978 بريشوف سلوفاكيا - ) هو لاعب كرة قدم سلوفاكي، يلعب كلاعب وسط.

## وصلات خارجية
بيتر هلينكا على موقع الاتحاد الدولي (مؤرشف)  (الإنجليزية)
- بيتر هلينكا على موقع قاعدة بيانات كرة القدم.إي يو (الإنجليزية)
- بيتر هلينكا على موقع بيانات كرة القدم. دي إي (الألمانية)
- بيتر هلينكا على موقع ناشيونال فوتبول تيمز (الإنجليزية)
- بيتر هلينكا على موقع Soccerway.com (الإنجليزية)
- بيتر هلينكا على موقع عالم كرة القدم.نت (الإنجليزية)
- بيتر هلينكا على موقع اللجنة الأولمبية الدولية (الإنجليزية)
- بيتر هلينكا على موقع أوليمبيديا (الإنجليزية)
- بيتر هلينكا على موقع اللجنة الأولمبية السلوفاكية (السلوفاكية)